# Мишак європейський
Мишак європейський, або "миша лісова" (Sylvaemus sylvaticus) — невелика тварина з родини Мишеві надряду Гризуни. Вид належить до групи Sylvaemus sylvaticus sensu stricto, відомої також як "лісові миші". Етимологя: лат. sylva — «ліс», лат. -ticus — суфікс, що означає належність, як правило стосовно середовища проживання.

## Опис тварини
Забарвлення коричневе з білою нижньою стороною, роздільна смуга розмита, що відрізняє цей вид від дуже близької миші жовтогорлої. На шиї маленька, темно-жовта пляма. Вага тварини становить 20–30 г, а довжина тіла приблизно 8–10 см, хвіст приблизно такої ж довжини.
від близького виду, мишака уральського (Sylvaemus uralensis), відрізняється більшими розмірами тіла та черепа і наявністю (як правило) вохристої грудної плями:
- у європейського мишака вухо відносно довге, звичайно 15-16 (в уралки в нормі 12-14, до 15 мм);
- у європейського мишака лапка (степня задньої кінцівки) відносно довга, 21-23 мм (в уралки 19-21 мм);
- у європейського мишака на грудях є невелика горлова пляма, інколи 5×5 мм, частіше довга, 5х15 до 8×30 мм (в уральського звичайно плями немає).

## Проживання
Незважаючи на поширену назву "мишак лісовий", ця "миша" мешкає не лише у лісі, але і в парках та садах, в заплавах та на городах. Через прихований спосіб життя та лякливість мишак рідко потрапляє на очі людям.

## Живлення
В дикій природі мишак живиться насінням, особливо дуба, бука та платана.

## Поведінка
В науковій літературі описується як не дуже соціальна тварина. Однак в неволі вони через деякий час показують себе як дуже контактні з вираженою соціальною поведінкою. Наприклад, взаємний догляд за шерсткою. Зустрічаються також індивідуальні симпатії та антипатії. Дитинчата в перші 3 тижні не кидають гнізда, в якому народились, однак при першій вилазці, вони стають майже самостійні. В неволі мишак майже не демонструє агресії проти людини. Навіть загнані в куток тварини при дотику не намагаються вкусити, а падають нерухомо. Однак як тільки відкривається можливість для втечі, вони використовують її за допомогою довгих стрибків.

## Галерея

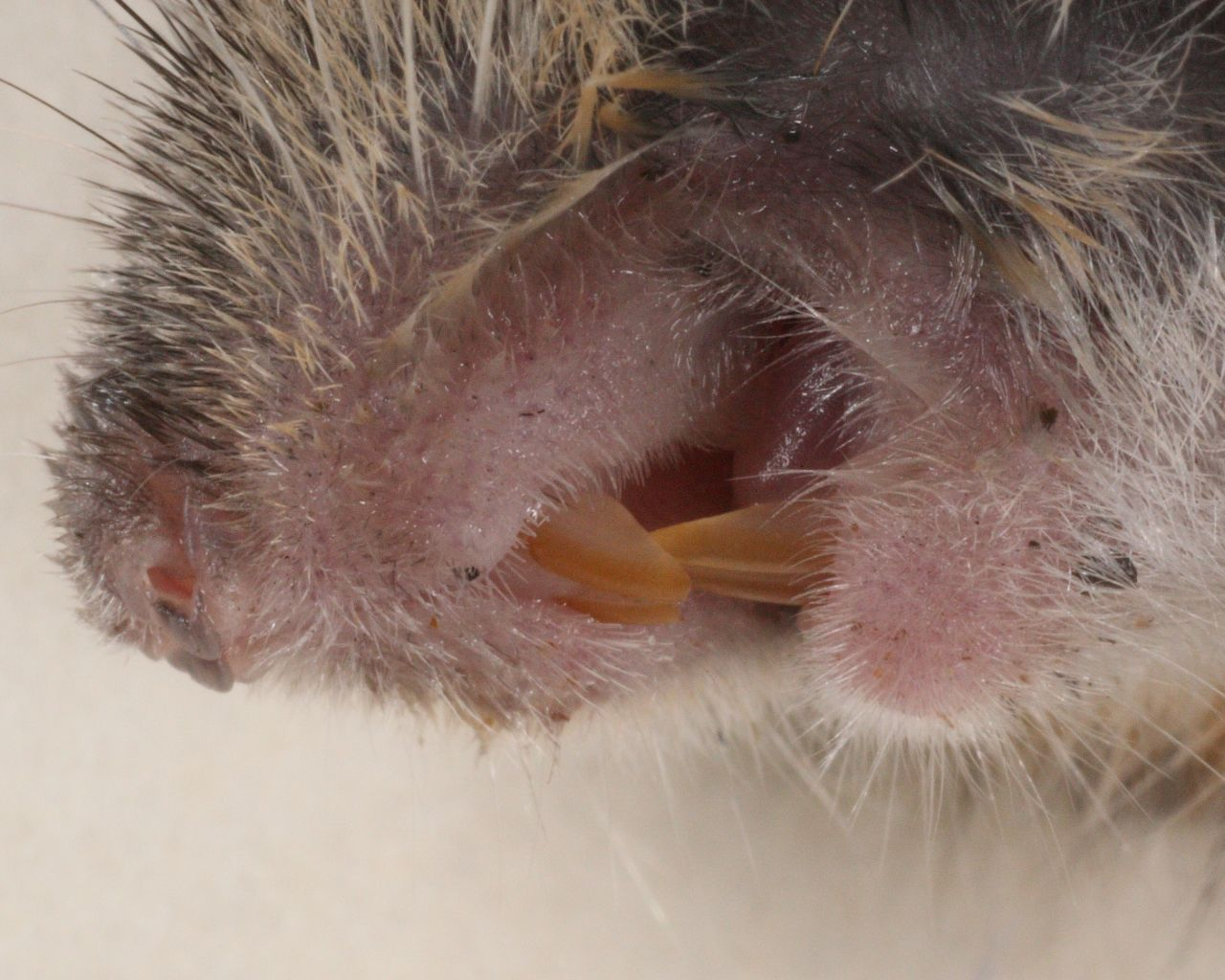
Верхні передні зуби з гладкою внутрішньою поверхнею, яка відрізняє лісового мишака від хатньої миші
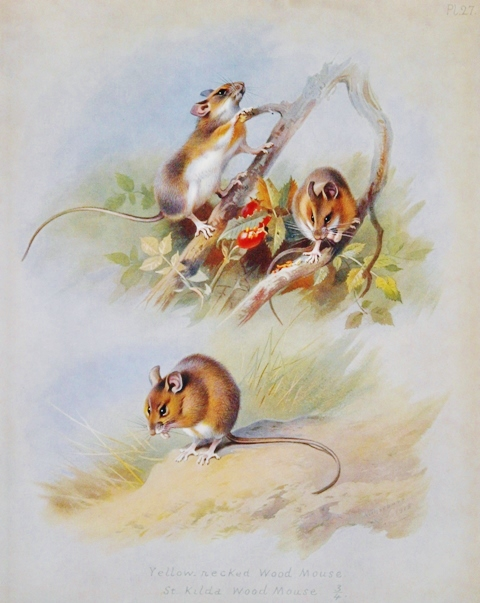
ілюстрація з "British Mammals", A. Thorburn, 1920